# 潘德枫
潘德枫（1908年—1988年），男，湖南洞口县人。中华人民共和国对外文化工作者，世界语者。曾任中苏友好协会文化服务部副主任，文化部中国对外展览公司顾问。

## 生平
清光绪三十四年（1908年）生于湖南武冈。早年是黄埔军校第六期学生。1927年11月广州武装起义前夕加入中国共产党。同年12月因起义失败，在由广州前往上海途中被捕。在狱中自学日语和世界语。1930年出狱后与老世界语者陈世德相识，继续从事地下工作。1936年前后，在武昌同世界语者汤逊安、叶纲宇组织武汉书报流通社，推广世界语和抗日救亡运动。此后在重庆、南京的中苏文化协会工作。协同编辑发行《中苏文化》杂志。
新中国成立后，历任中苏友好协会总会干事会干事、文化服务部副主任、办公室副主任、对外文化联络委员会专员和党委办公室副主任、亚非拉文化研究所办公室主任兼政治协理员、中国对外展览公司顾问等职务。
因患癌症，于1988年2月4日在北京逝世，终年80岁。